# The Sounds

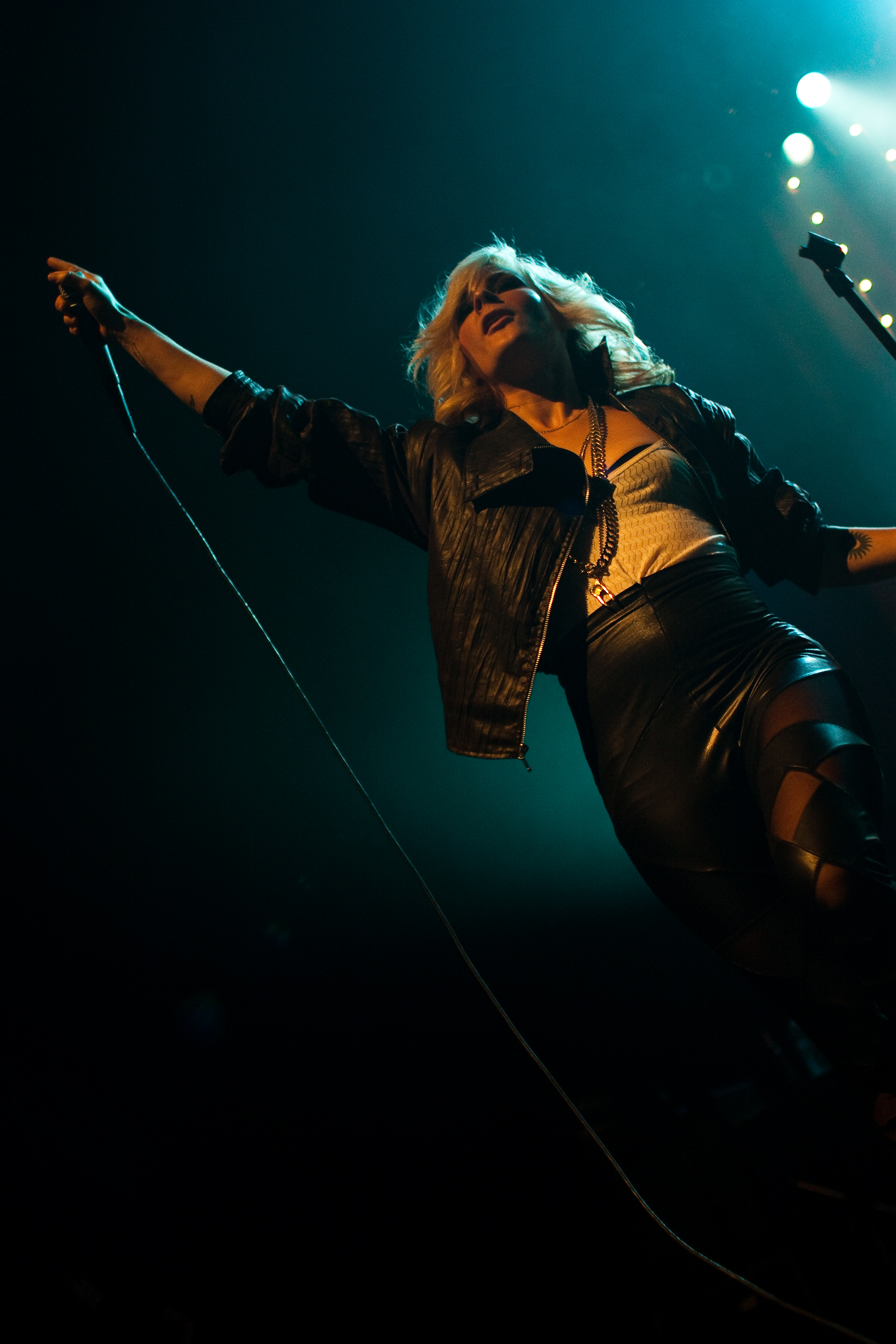
Maja Ivarsson uppträder med The Sounds i oktober 2009.

The Sounds är en svensk rockgrupp bildad i Helsingborg 1999. Bandet debuterade 2002 med albumet Living in America som blev en nationell succé med singlar som "Hit Me!", "Living in America" och "Seven Days a Week". Internationella framgångar, i synnerhet inom USA, har därefter kommit i samband med uppföljaralbumen. The Sounds frontas av sin karaktäristiska sångerska Maja Ivarsson och kombinerar punkinfluerad indierock med melodisk synthmusik.
The Sounds har även synts i ett avsnitt av Bam's Unholy Union eftersom en av deras spelningar var på MTV-stjärnan Bam Margeras bröllop enligt brudens önskemål.

## Historia

### De tidiga åren (1999–2001)
The Sounds bildades 1999 av klasskompisarna Maja Ivarsson (sång), Felix Rodriguez (gitarr), Johan Bengtsson (bas) och Fredrik Nilsson (trummor) i Helsingborg. Bandet träffade kort därefter på den yngsta medlemmen Jesper Anderberg (synth/piano/gitarr) av en tillfällighet vid Hultsfredsfestivalen. Gruppnamnet bestämdes först månader efter att de hade bildats, under en resa till London. Ivarsson spelade tidigare elgitarr i andra lokala band innan hon blev ledsångerska i The Sounds.
I USA har bandet gjort återkommande TV-framträdanden och synts i flera tidningsartiklar samt byggt upp en fanbase bland musiker som Dave Grohl, Pharrell, Quentin Tarantino, Thomas Johnson och Robin Botten, Bam Margera och hans fru Missy, David Desrosiers, Ben Khodadad och Britney Spears. Dave Grohl är iklädd en röd "Sounds" t-shirt i musikvideon till Foo Fighters Times Like These. Bandet har flera gånger nämnt att det hänger på mun-till-mun och konserter för att marknadsföra dess musik.

### Living in America(2002–2005)
Debutalbumet Living in America gavs ut i november 2002 och spelades in i Stockholm där det producerades av Adel Dahdal och Jimmy Monell. Albumet gav dem priset "Bästa nykomling" på Grammisgalan samt en fjärde placering på den svenska albumlistan, vilket introducerade bandet inte bara för Sverige, utan även i USA. Gruppen har spelat på över 500 shower sedan debutalbumet, inklusive Warped Tour 2004 och 2006. De har turnerat med band som Foo Fighters, The Strokes, Morningwood, Angels & Airwaves, +44, Mando Diao, Panic at the Disco, och mer nyligen även No Doubt och Paramore under deras 2009-turné.

### Dying to Say This to You(2006–2008)
Gruppens andra studioalbum gavs ut i mars 2006 med titeln Dying to Say This to You. Denna gången spelade man in albumet i USA, närmare bestämt vid Studio 880 i Oakland, Kalifornien där Jeff Saltzman ansvarade för produktionen. Saltzman är även känd för att ha producerat Hot Fuss av The Killers. I samband med skivutsläppet begav sig bandet ut på en Europaturné i september samma år och i oktober spelade de tillsammans med Panic at the Disco. Efter spelningarna i Europa fortsatte turnén i USA. Sammanlagt spelade bandet på över 200 shower under 2006 där mer än hälften var i USA.

### Crossing the Rubicon(2009–2010)
The Sounds gav ut deras tredje studioalbum Crossing the Rubicon i juni 2009 tillsammans med huvudsingeln No One Sleeps When I'm Awake som släpptes den 17 april tidigare samma år. Den andra singeln från albumet, Beatbox, släpptes den 12 januari 2010 - dock utan lika stor kommersiell framgång som den förra. Beatbox är en hyllningslåt till den simpla glädjen av en trummaskin.
Sommaren 2009 tillbringade bandet i USA där de agerade förband till No Doubt. Därefter följde en omfattande USA/Sydamerika/Europa turné.
Från och med mars 2010 var bandet ute på en mindre vår/sommarturné och syntes i Sverige bland annat till vid Popadelica den 1 maj 2010. De uppträdde även på festivalerna Pier Pressure, Putte i parken, Piteå dansar och ler, KAOS-festivalen och FestUs Valborgskalas.

### Something to Die For(2011–2012)
I januari 2011 tillkännagavs det på bandets webbplats att ett fjärde album, med titeln Something to Die For, släpps den 29 mars 2011 på skivbolaget SideOneDummy Records. Första singeln från albumet, "Better Off Dead", gjordes tillgänglig som gratis nedladdning den 15 januari 2011.
Titellåten från albumet samt spåret "Yeah Yeah Yeah" finns med i filmen och på soundtracket till Scream 4.

### Weekend(2013–)
Gruppens femte album Weekend släpptes den 29 oktober 2013. Första singeln från skivan, "Shake Shake Shake", premiärspelades på TV4:s Nyhetsmorgon den 18 maj 2013.

### Things We Do For Love(2020-)
Den 12 juni 2020 släppte gruppen sitt sjätte album, Things We Do for Love. En världsturné var även planerad med start i USA i april 2020 men på grund av covid-19 så är turnén uppskjuten. Under en live stream på Kulturbolaget i Malmö den 17 April 2020 framförde bandet delar av det nya albumet samt äldre material. 

## Musikstil
Trots att The Sounds har haft skivkontrakt med Warner Music Group ända sedan debutalbumet, är bandet ändå kända för att vara brett associerade med den svenska indierock-scenen. Bandets punk-influerade musik inrymmer även melodisk new wave-musik där elgitarr möter synthesizer. Under de tidigare åren använde man också saxofon i flera av låtarna, något som gruppen själva valde att växa ifrån på de två senaste albumen. Till viktiga influenser hör bland andra Blondie och Roxy Music.

## Medlemmar
- Maja Ivarsson (född 1979) – sång, låtskrivare
- Felix Rodriguez (född 1979) – gitarr, låtskrivare
- Johan Richter (tidigare Bengtsson; född 1979) – bas
- Jesper Anderberg (född 1981) – synthesizer, piano, gitarr, låtskrivare
- Fredrik Blond (tidigare Nilsson; född 1979) – trummor

## Bildgalleri

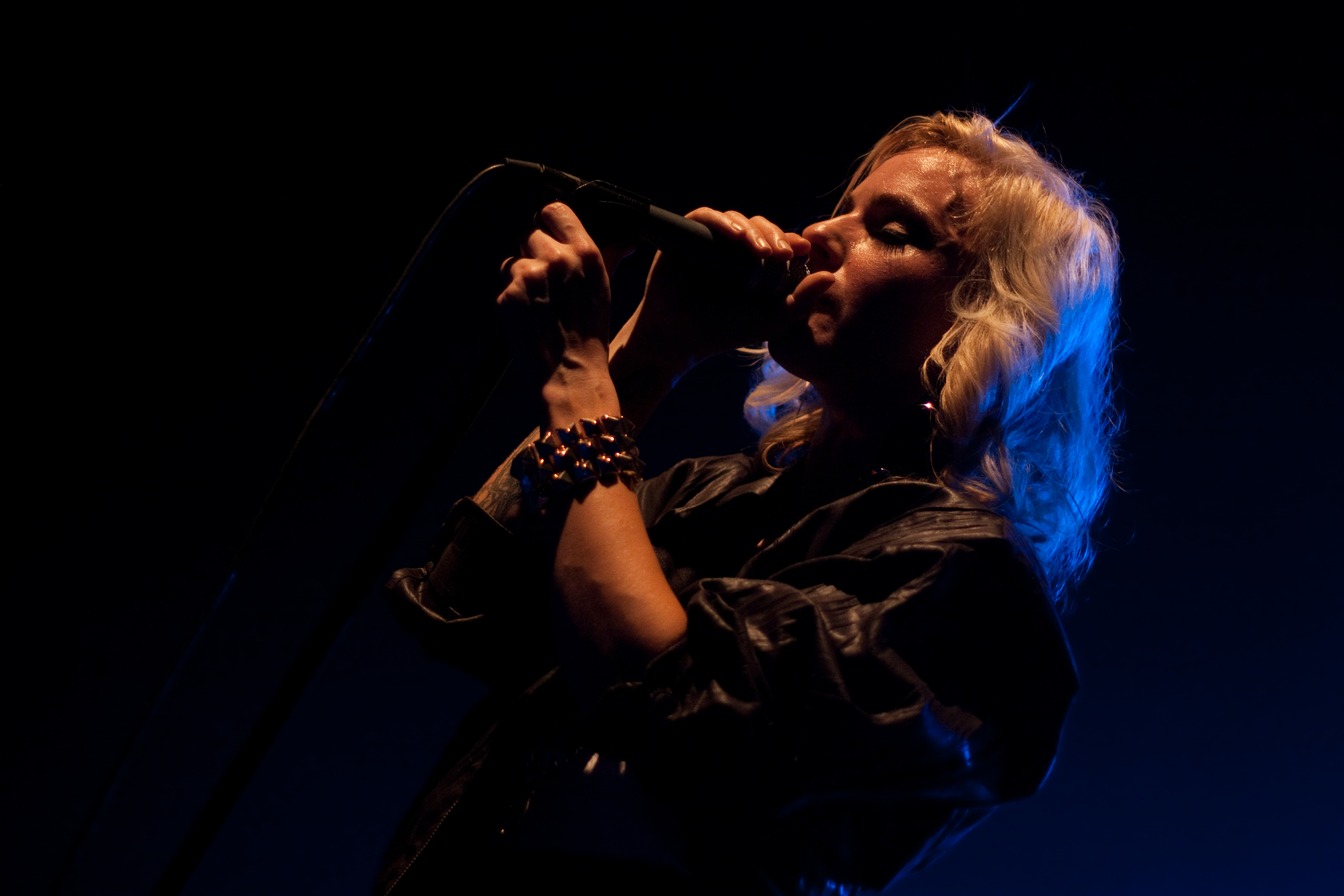
Maja Ivarsson
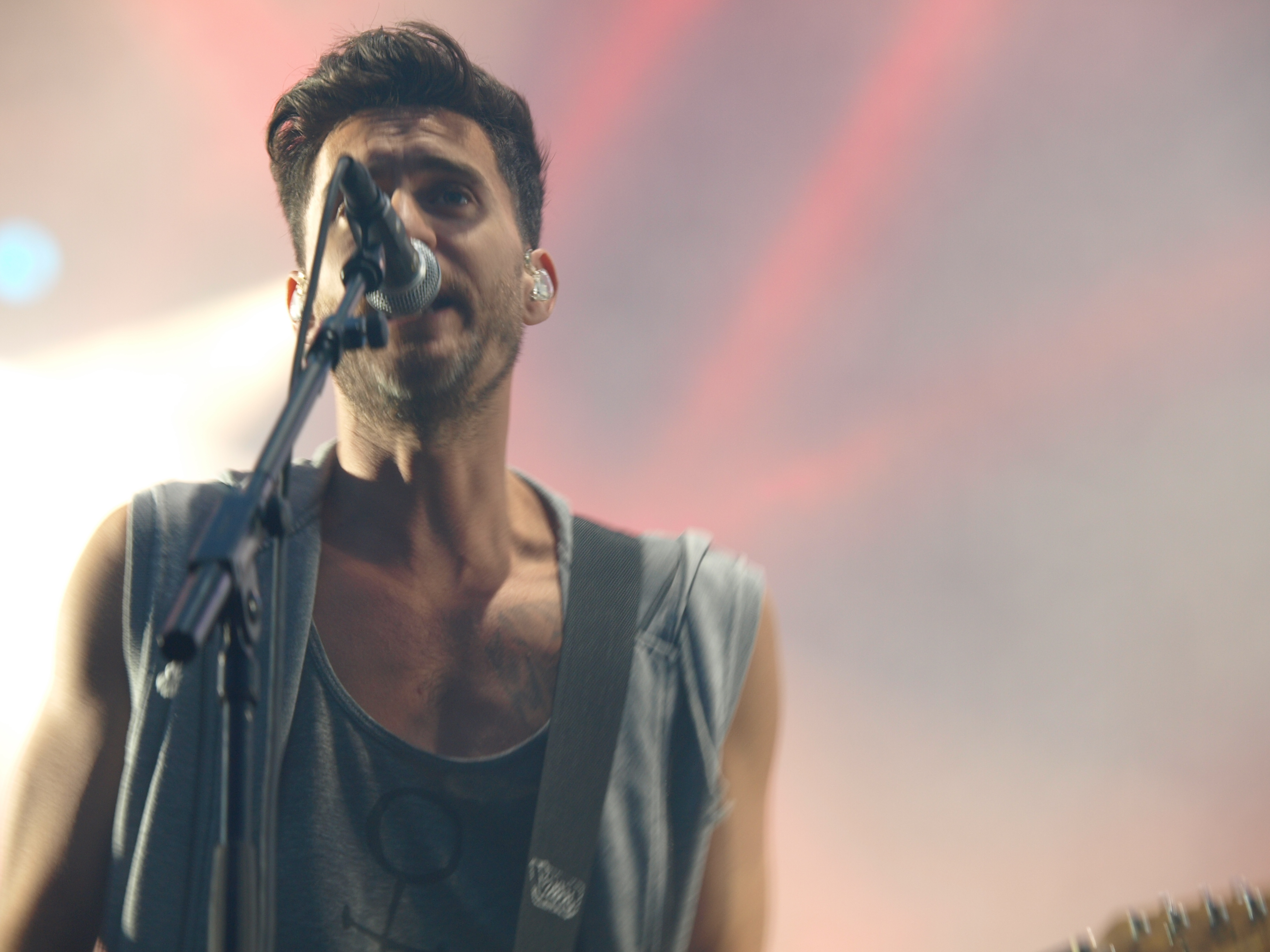
Felix Rodriquez
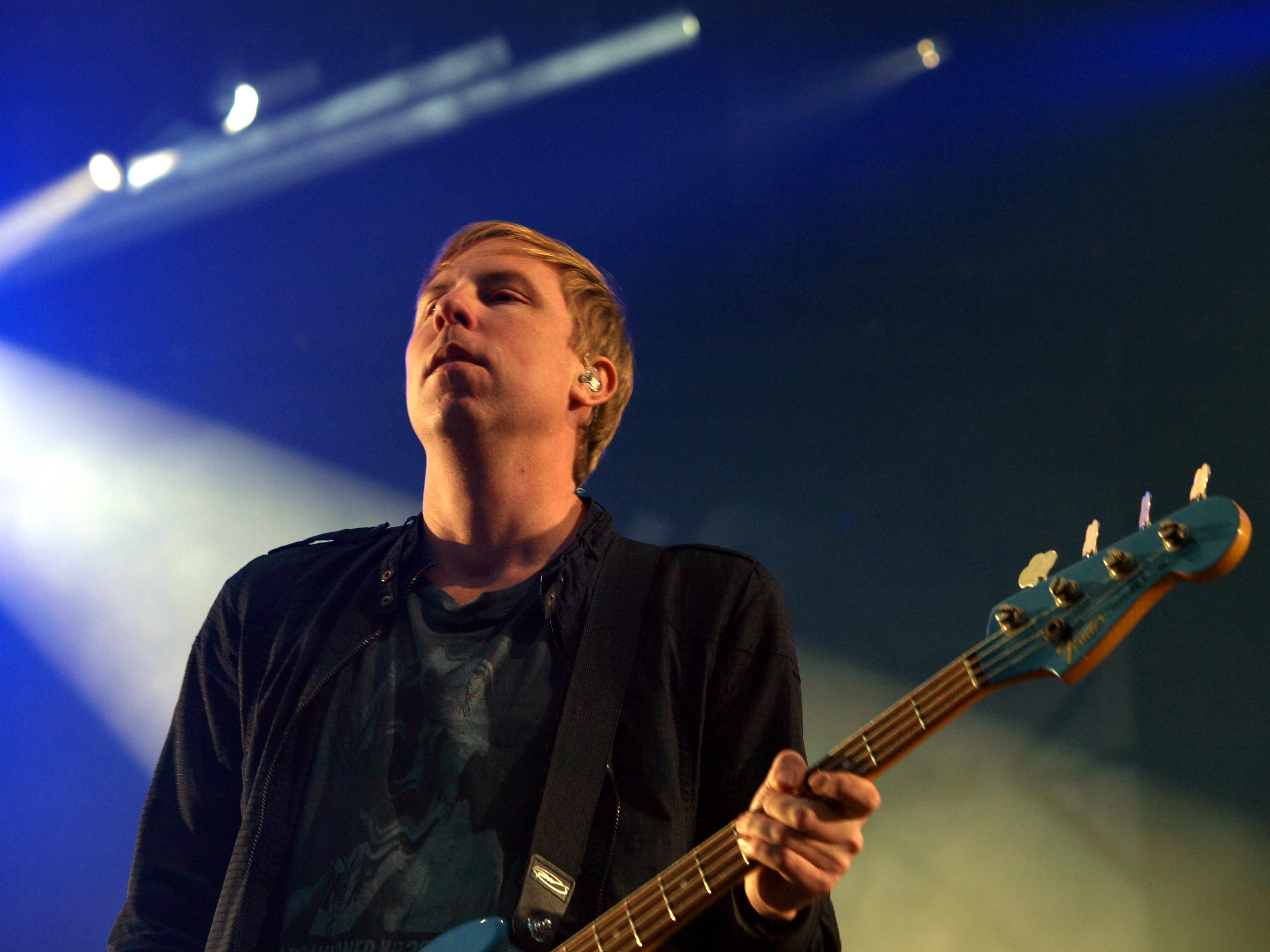
Johan Bengtsson
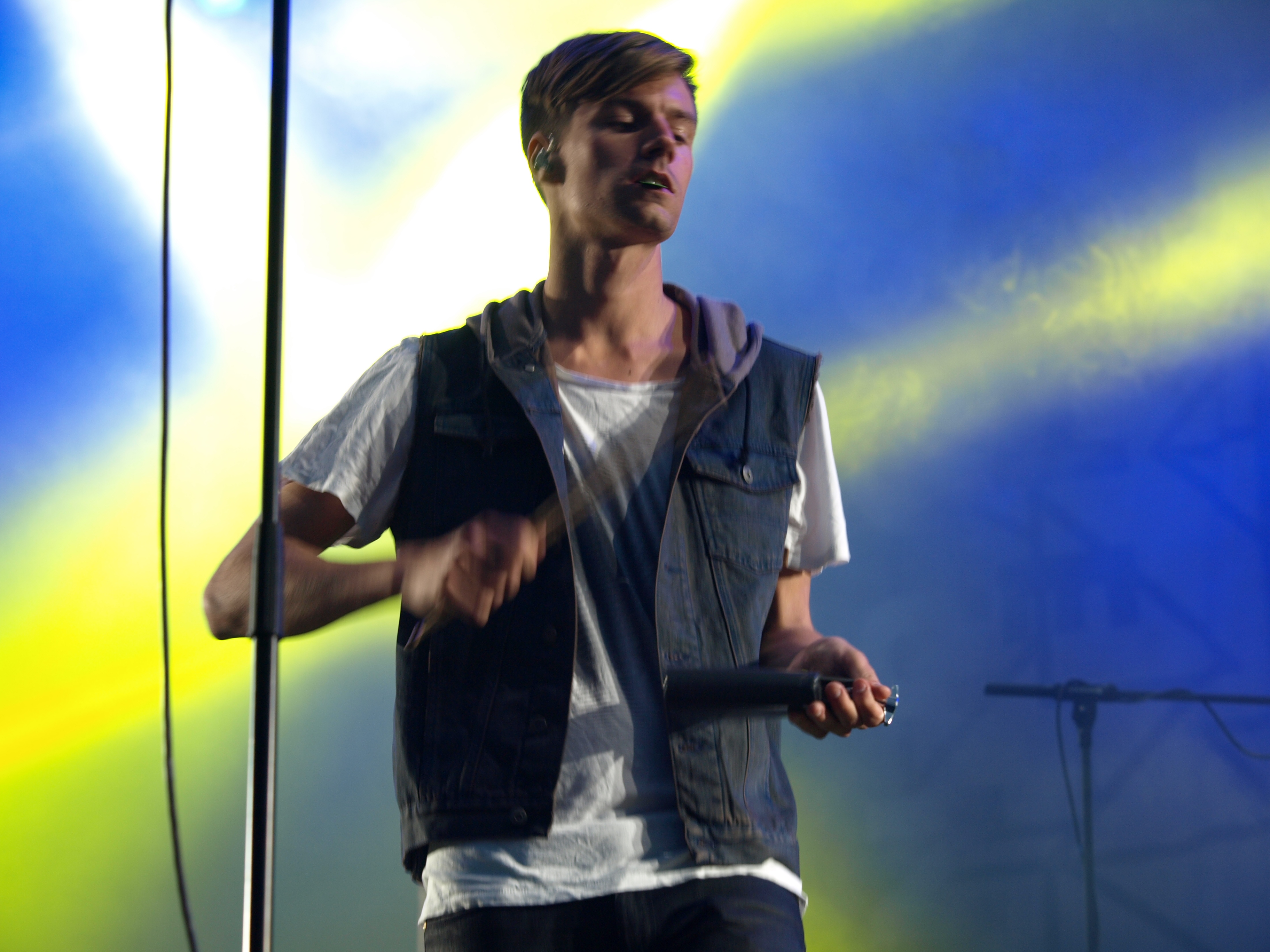
Jesper Anderberg
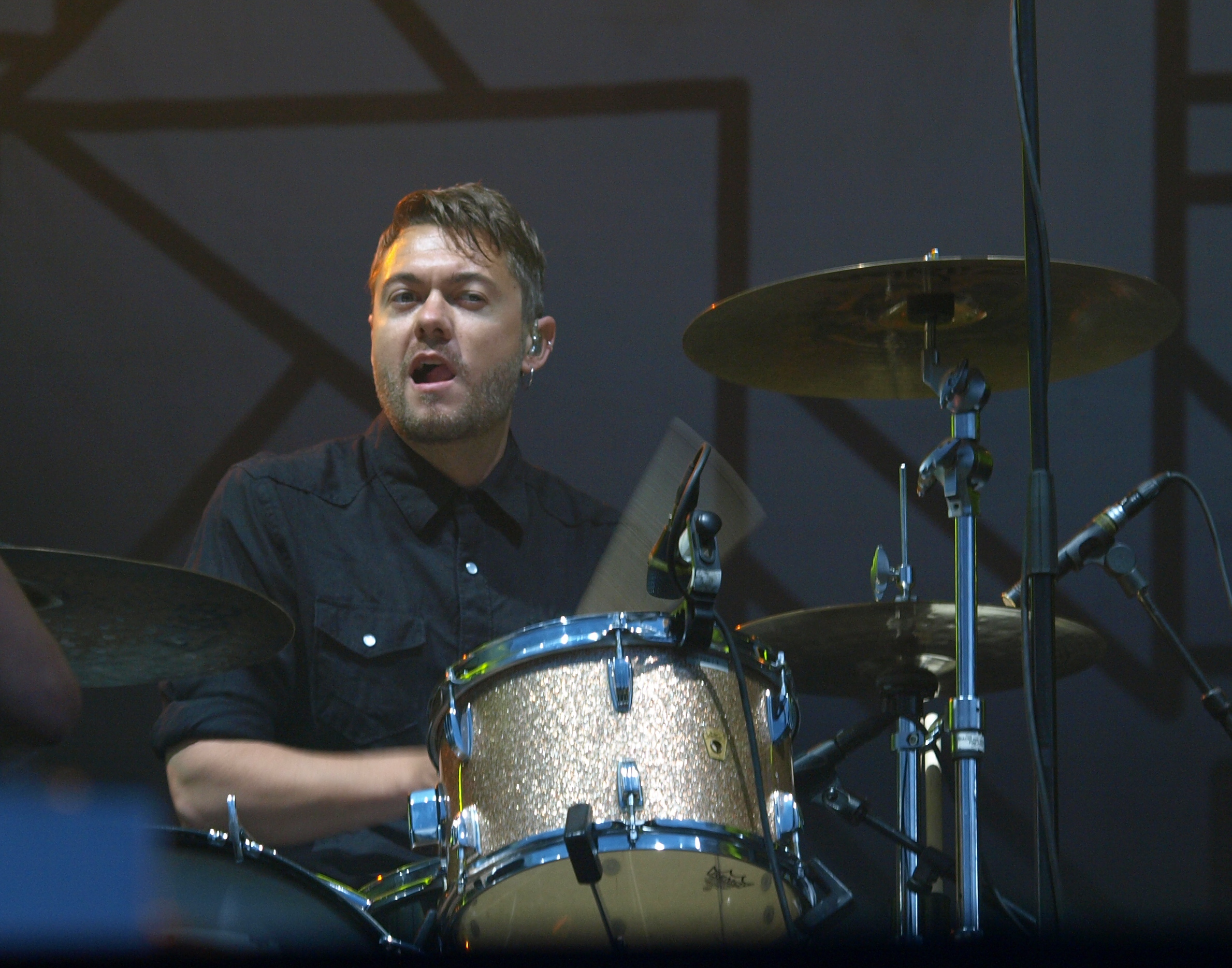
Fredrik Nilsson

## Diskografi
- Living in America (2002)
- Dying to Say This to You (2006)
- Crossing the Rubicon (2009)
- Something to Die For (2011)
- Weekend (2013)
- The Tales That We Tell (2016) EP
- Things We Do for Love (2020)